# Thân Thiệu Thái
Thân Thiệu Thái (996-1066) hay còn được gọi là Vũ Tỉnh là con của Thân Thừa Quý và là cha của Thân Cảnh Phúc vinh dự được vua Lý gả con gái cho rồi phong làm phò mã, nối tiếp đời cha làm châu mục Lạng Châu. Ông đã dốc lòng hết sức xây dựng bảo vệ biên cương đất nước lập nhiều chiến công được ghi vào chính sử nước nhà.

## Thân thế và sự nghiệp
Thân Thiệu Thái xuất thân từ một gia đình tù trưởng người Tày họ Giáp ở Động Giáp, vùng đất phía Bắc của tỉnh Bắc Giang và phía Nam của tỉnh Lạng Sơn, ba đời liên tiếp làm tù trưởng Lạng Châu, vinh dự được ba đời liên tiếp vua Lý gả con đổi từ họ Giáp sang họ Thân và trở thành dòng họ hoàng thân quốc thích cao quý. Tên họ của ông được nhiều sử sách ghi lại còn gọi là Vũ Tỉnh.
Năm 1029 Thân Thiệu Thái được vua Lý Thái Tông gả con gái cho là Bình Dương công chúa, phong làm châu mục Lạng Châu, từ đây ông bắt đầu sự nghiệp xây dựng và bảo vệ biên cương đông bắc của tổ quốc.
Đến năm 1059,có tin báo về triều đình một số dân Việt ở Tây Bình (thành phố Lạng Sơn) ngày nay bị dụ dỗ hoặc ép buộc chạy trốn sang vùng đất do Nhà Tống cai quản, trực tiếp là viên quan Vi Huệ Chinh. Vua Lý Thái Tông ra mệnh lệnh cho Thân Thiệu Thái phải sang bên kia biên giới để đòi lại số dân của mình.
Qua thư từ giao hảo thấy Nhà Tống vẫn làm ngơ, Thân Thiệu Thái dân theo binh sĩ của mình kéo sang đất Tống lên thẳng huyện Ngư Ngao làm cho Ung Châu náo động. Vua Tống cho viên quan Ngư Ngao là Tống Sĩ Nghiêu đem quân chống lại. Thân Thiệu Thái giả vờ thua trận dụ cho quân Tống đuổi theo đánh chém sang biên giới Đại Việt. Quân Tống bị lừa đến tận Động Giáp thì bị trận địa mai phục chuẩn bị sẵn từ trước đánh cho thua to. Hàng loạt tướng Tống như Lý Đức Dụng, Tả Minh, Hà Nhuận, Trần Đat và cả Tống Sĩ Nghiêu đều bị giết hại.
Sau đó vua Tống sai viên chỉ huy sứ Dương Lữ Tài mang quân ra cứu viện nhưng không cứu được chẳng những thế Dương Lữ Tài còn bị bắt. Mọi sự kiện lịch sử đều xảy ra vào năm 1059.
Nhà Tống thấy bất lợi sai viên quan Thị Lang Dư Tỉnh sang giảng hòa, bên Nhà Lý cử viên quan Phi Gia Hữu ra gặp gỡ. Hai bên đàm phán. Phi Gia Hữu mềm mỏng ôn hòa khéo léo được Dư Tỉnh cảm tạ tặng nhiều đồ vật. Hai bên đồng ý tiến hành rút quân, Nhà Tống muốn Nhà Lý thả viên quan Dương Lữ Tài nhưng Nhà Lý không chịu.
Sau này đến đời con của Thân Thiệu Thái là Thân Cảnh Phúc lại vinh dự được vua Lý gả con gái cho và phong làm châu mục Lạng Châu. Thân Cảnh Phúc tiếp tục truyền thống của cha ông xây dựng bảo vệ biên cương đất nước lập nhiều chiến công hiển hách trong cuộc kháng chiến chống Tống được ghi vào lịch sử dân tộc.

## Tưởng nhớ
Hình tượng của ông được thờ phụng tại một ngôi đền ở Lục Ngạn Bắc Giang